# Ornimegalonyx
Az Ornimegalonyx a madarak (Aves) osztályának a bagolyalakúak (Strigiformes) rendjéhez, a bagolyfélék (Strigidae) családjához tartozó kihalt nem.

## Leírás
A valaha élt legnagyobb bagoly. Magassága 1,1 méter, tömegét 9 kg-ra becsülik. Testéhez képest hosszú lábakkal és rövid farokkal rendelkezett.
A röpképtelen vagy majdnem röpképtelen madarak Kuba szigetén éltek a késő pleisztocén idején.
Ragadozó életmódot folytatott, olyan emlősökre vadászott, mint a Heteropsomys, a kubai hutia, a Geocapromys, a Macrocapromys, valamint az akkor a szigeten élt földi lajhárok (Cubanocnus, Miocnus, Mesocnus, Megalocnus).